# Rhinolophus euryotis
Rhinolophus euryotis е вид прилеп от семейство Подковоносови (Rhinolophidae). Видът не е застрашен от изчезване.

## Разпространение
Разпространен е в Източен Тимор, Индонезия (Папуа и Сулавеси) и Папуа Нова Гвинея (Бисмарк).

## Описание
Теглото им е около 14,3 g.